# Montelupich
Montelupich, polsky Więzienie Montelupich, bylo vězení v Krakově v ulici Montelupich, původně vojenská kasárna založená v domě patřícím od 16. století italské bankéřské rodiny Montelupichů. V roce 1905 zde Rakušané umístili vojenský soud (dříve na Wawelu) a později vězení.

## Druhá světová válka
Během druhé světové války se zde nacházelo vězení bezpečnostní policie a bezpečnostní služby pro krakovskou oblast (Der Kommandaeur der Sicherheitspolizei und des SD in Distrikt Krakau – Polizeigafängnis Montelupich.) Pod nacistickou nadvládou fungovalo vězení od září 1939 do 16. ledna 1945. Celkově jím prošlo okolo 50 000 osob), převážně Poláků a Židů.
V tomto období byl Montelupich věznicí gestapa, zároveň zde však byli vězněni lidé, čekající na trest smrti a osoby určené k transportům do koncentračních táborů (zejména Auschwitz - Birkenau a Płaszów). Od roku 1941 se stal díky nutnosti potlačit sílící odbojové hnutí rovněž místem výslechů (do té doby výslechy gestapa probíhaly pouze v jeho hlavním sídle v ul. Pomorska 2).
Oficiální kapacita věznice – 860 osob – byla téměř od počátku války výrazně překračována (vyplývá to mj. z počtu doručených balíčků v období Vánoc – v roce 1941 jich bylo 1100 a v roce 1943 dokonce 1800.)
Popravy vězňů probíhaly jak přímo v samotném vězení (přímo na nádvoří) tak i mimo něj např.:
- ve fort ve čtvrti Krzesławice v letech 1940–1941 popraveno asi 2 000 osob,
- v lesích u obce Niepołomice zabito asi 500 vězňů (do 10. do 15. prosince 1942),
- v obci Podłęże zastřeleno 50 osob jako odveta za pokus o atentát na Hanse Franka (2. února 1944),
- v koncentračním táboře Płaszów v roce 1944 – blíže neurčený počet.

Mrtvoly Poláků byly pravděpodobně pohřbívány do masového hrobu na Rakowickém hřbitově v Krakově. Osoby židovského původu byly pohřbívány nejprve na starém židovském hřbitově v Płaszowě, později do masových hrobů přímo v tamějším koncentrační táboře.
V období od září 1939 do ledna 1945 se podle neúplně dochované dokumentace uskutečnilo 20 pokusů o útěk. Pouze 4 z nich byly úspěšné, u dalších 2 se podařilo utéct pouze části prchajících. Trestem za pokus o útěk byla ve většině případů smrt.

## Po roce 1945
Po roce 1945 bylo na Montelupichu vězení polského UB (Urząd Bezpieczeństwa – obdoba našeho StB) a sovětského NKVD. V tomto období prošlo vězením několik tisíc Poláků, zejména členů Zemské armády a antikomunistické organizace WiN (Wolność i Niezawisłość – Svoboda a nezávislost). Mnozí z nich byli vyvezeni do koncentračních táborů v SSSR. Ke konci 40. let zde byly vykonávány rozsudky na nacistech odsouzených k trestu smrti v rámci tzv. prvního osvětimského procesu.
V současné době se v budově nachází krakovská vazební věznice.